# Bündnis nigrischer Patrioten
Das Bündnis nigrischer Patrioten (französisch: Rassemblement des Patriotes Nigériens-Alkalami, Kürzel: RPN-Alkalami) war eine politische Partei in Niger.

## Geschichte
Der RPN-Alkalami wurde am 14. Mai 2009 gegründet. Der Gründer und Parteivorsitzende war Ousmane Issoufou Oubandawaki, ein ehemaliges Parteimitglied des RDP-Jama’a und von 1996 bis 1999 Minister unter Staatspräsident Ibrahim Baré Maïnassara. Bei den Parlamentswahlen am 20. Oktober 2009, die von den großen Oppositionsparteien boykottiert wurden, gewann der RPN-Alkalami einen von 113 Sitzen in der Nationalversammlung. Am 25. November 2009 bildete der Abgeordnete Oubandawaki mit acht weiteren Abgeordneten – von denen sieben als Unabhängige angetreten, jedoch der Partei Allianz für die demokratische Erneuerung (ARD-Adaltchi Mutunchi) zugehörig waren – die Fraktionsgemeinschaft Indépendant mit Oubandawaki als Vorsitzendem. Im Vorfeld der Präsidentschaftswahlen am 31. Januar 2011 ging der RPN-Alkalami im Rahmen einer Parteienfusion in der ARD-Adaltchi Mutunchi auf. Oubandawaki trat bei den Präsidentschaftswahlen als Kandidat der ARD-Adaltchi Mutunchi an.